# Yangzhou-Jianzhen-Halbmarathon
Der Yangzhou-Jianzhen-Halbmarathon (chinesisch 扬州鉴真国际半程马拉松赛, Pinyin Yángzhōu Jiànzhēn Guójì Bànchéng Mǎlāsōngsài, engl. Yangzhou Jianzhen International Half Marathon) ist ein Halbmarathon in Yangzhou, der seit 2006 stattfindet.
Benannt wurde er nach dem Priester Jianzhen, der im 8. Jahrhundert in Yangzhou wirkte, bevor er die buddhistische Lehre in Japan verbreitete.

## Strecke
Start ist am Wenchang-Pavillon im Stadtzentrum. Nach einem Bogen in Richtung Süden und Osten wird nordwärts der Daming-Tempel, in dem Jianzhen lehrte, angesteuert. Weiter westwärts befindet sich das Ziel am Yangzhou-Museum. Die Strecke ist mit einer Differenz von fünf Höhenmetern zwischen dem tiefsten und dem höchsten Punkt extrem flach.

## Statistik

### Streckenrekorde
- Männer: 59:52 min, Mosinet Geremew (ERI), 2015
- Frauen: 1:07:21 h, Peres Jepchirchir (KEN), 2016

### Siegerliste
Zahlen hinter dem Namen geben die Anzahl der bisherigen Siege an.
| Datum         | Männer                    | Zeit    | Frauen                    | Zeit    |
| ------------- | ------------------------- | ------- | ------------------------- | ------- |
| 21. Apr. 2019 | Berehanu Tsegu (ETH)      | 059:56  | Perine Nengampi (KEN)     | 1:08:04 |
| 2. Apr. 2018  | Mosinet Geremew -4-       | 1:01:31 | Ababel Yeshaneh (ETH)     | 1:09:06 |
| 23. Apr. 2017 | Mosinet Geremew -3-       | 1:00:56 | Sutume Asefa (ETH)        | 1:10:30 |
| 24. Apr. 2016 | Mosinet Geremew -2-       | 1:00:43 | Peres Jepchirchir (KEN)   | 1:07:21 |
| 19. Apr. 2015 | Mosinet Geremew (ETH)     | 059:52  | Flomena Cheyech (KEN)     | 1:08:36 |
| 20. Apr. 2014 | Nguse Tesfaldet (ERI)     | 1:00:08 | Gladys Cherono (KEN)      | 1:08:16 |
| 21. Apr. 2013 | Yacob Jarso (ETH)         | 1:00:39 | Worknesh Degefa (ETH)     | 1:08:43 |
| 29. Apr. 2012 | Ayele Abshero (ETH)       | 1:01:11 | Philes Moora Ongori (KEN) | 1:11:07 |
| 24. Apr. 2011 | Deriba Merga (ETH)        | 1:01:10 | Mare Dibaba (ETH)         | 1:09:41 |
| 25. Apr. 2010 | Ahmed Baday (MAR)         | 1:01:48 | Nina Rillstone (NZL)      | 1:11:18 |
| 26. Apr. 2009 | John Wambua Musyoki (KEN) | 1:02:00 | Zhang Yingying (CHN)      | 1:11:01 |
| 6. Apr. 2008  | Zhao Ran (CHN)            | 1:02:57 | Zhou Chunxiu (CHN)        | 1:08:59 |
| 28. Apr. 2007 | Cheng Tao (CHN)           | 1:03:23 | Zhu Xiaolin (CHN)         | 1:13:25 |
| 27. Mai 2006  | Li Rongtian (CHN)         | 1:05:53 | Ruth Wanjiru (KEN)        | 1:13:42 |

### Entwicklung der Finisherzahlen
| Jahr | Gesamt | davon Frauen |
| ---- | ------ | ------------ |
| 2019 | 16.026 | 3.760        |
| 2018 | 12.980 | 3.291        |
| 2017 | 14.134 | 4.372        |
| 2011 | 3.511  | 670          |
| 2010 | 2.603  | 560          |
| 2009 | 2.143  | 428          |
| 2008 | 1140   | 260          |
| 2007 | 0688   | 144          |
| 2006 | 0261   | 044          |